# Gassenjungen
Gassenjungen (Originaltitel: Gategutter) ist ein norwegischer Spielfilm in Schwarzweiß aus dem Jahr 1949 von den beiden Regisseuren Arne Skouen und Ulf Greber. Der Erstere hatte auch das Drehbuch verfasst. Dieses beruht auf seiner gleichnamigen Novelle. Zum ersten Mal ins Kino kam der Film am 26. Dezember 1949 in Norwegen. 

## Handlung
Im Oslo der frühen 1930er Jahre hängt der Brotkorb für viele Familien hoch, und es ist nicht nur Abenteuerlust, die Burschen wie Karsten und Gotfred auf Lastwagen springen lässt, um sich ihren Anteil an der Ladung zu holen. Auch das Messer, das Gotfred bei einer dieser Sprungtouren verletzt, und die Wunde, die es reißt, sind keine Seltenheit.
In einer rauen Umgebung sind auch ihre Gesetze rau: Wer ausplaudert, handelt sich Prügel ein. Das muss auch der kleine Sofus erfahren, der bei einem Streifzug erwischt wird und – so jedenfalls hat es den Anschein – auf der Polizeiwache geklatscht hat. Der kleine Dicke, gar kein Mitglied der Autospringer-Bande, sieht sich unversehens aus der Gemeinschaft ausgestoßen; nur Karsten hat Mitleid mit ihm. Gemeinsam suchen die beiden, aus ihrem Milieu auszubrechen, indem sie sich Arbeit suchen, Karsten als Austräger in einem Geschäft, Sofus als „Mädchen für alles“ bei einem Blechschneider. Es geht jedoch nicht lange gut; als Karsten gern ein richtiger Lehrling werden möchte, lacht man ihn aus und schickt ihn fort. Mit Sofus zusammen findet sich der Enttäuschte in den Reihen der alten „Freunde“ wieder, die mit Steinen und Fäusten gegen die Streikbrecher vorgehen, die ihren Vätern die Arbeitsplätze streitig machen.

## Kritik
Der Evangelische Film-Beobachter fasste seine Meinung 18 Jahre nach der Entstehung des Werkes so zusammen: „Trotz einiger Längen ein beachtlicher und sehenswerter Film ab 16.“